# Sven Liebhauser
 (signalé en mai 2025).
Si vous disposez d'ouvrages ou d'articles de référence ou si vous connaissez des sites web de qualité traitant du thème abordé ici, merci de compléter l'article en donnant les références utiles à sa vérifiabilité et en les liant à la section « Notes et références ».
- Archive Wikiwix
- Bing
- Cairn
- DuckDuckGo
- E. Universalis
- Gallica
- Google
- G. Books
- G. News
- G. Scholar
- Persée
- Qwant
- (zh) Baidu
- (ru) Yandex
- (wd) trouver des œuvres sur Wikidata

Sven Liebhauser (né le 12 octobre 1981 à Leisnig) est un homme politique allemand (CDU) et depuis 2019 maire de la ville de Döbeln. De 2009 à 2019, il est député du parlement de l'État de Saxe.

## Biographie
Après avoir quitté l'école en 1998, Liebhauser suit une formation d'employé de banque. Il travaille ensuite comme conseiller à la clientèle privée à la HypoVereinsbank à Munich et à Leipzig et suit une formation extraprofessionnelle à l'Académie d'administration et de commerce (de) de Leipzig avec un diplôme en administration des affaires (VWA). En 2005, il obtient son diplôme d'entrée au collège technique à l'école Käthe-Kollwitz de Riesa. De 2005 à 2008, il étudie le droit à l'Université des sciences appliquées de l'administration saxonne (de) à Meißen, qu'il termine avec succès. Depuis novembre 2008, il travaille au sein du service judiciaire supérieur du parquet de Leipzig.
Liebhauser est membre de la CDU et actuellement vice-président de l'association communale de Döbeln. Il est président de la CDU de l'arrondissement de Saxe centrale depuis 2017.

## Politique
Depuis les élections communales de 2004 en Saxe (de), il est membre du conseil municipal de Döbeln et du conseil de l'arrondissement de Döbeln, et depuis les élections communales de 2008 en Saxe (de), il est membre du conseil de l'arrondissement de Saxe centrale. Depuis 2014, il est membre honoraire du conseil de surveillance de Stadtwerke Döbeln et membre du conseil d'administration de la Caisse d'épargne de Döbeln.
Lors des élections régionales de 2009, il est désigné par la section locale de Döbeln à la place de Wolfgang Pfeifer et remporte le mandat direct avec 36,3 % des voix dans la circonscription de Döbeln (de). Au parlement d'État, Liebhauser est membre de la commission du budget et des finances et de la commission des pétitions.
Liebhauser est membre de la commission d'enquête sur les "réseaux criminels et corrompus en Saxe" ("marais saxon"). Lors des élections régionales de 2014, il obtient 45,0 % des voix dans la nouvelle 21e circonscription (Saxe centrale 4), réintègre le parlement d'État et redevient membre de la commission du budget et des finances et désormais vice-président de la commission des pétitions.
Liebhauser se présente le 12 juin 2022 à l'élection de l'administrateur de l'arrondissement de Saxe centrale et est arrivé en seconde position avec 30 %. Au second tour, le 3 juillet 2022, il est arrivé en troisième position avec 20,4 %.